# Europastraße 451
Die Europastraße 451 (kurz E 451) führt über 125 km vom Reiskirchener Dreieck bei Gießen über Frankfurt und Darmstadt nach Mannheim. Sie folgt zunächst der A 5 und ab dem Darmstädter Kreuz der A 67 bis zum Viernheimer Dreieck. Sie verbindet die Europastraßen 40 und 50.  